# 浜坂温泉

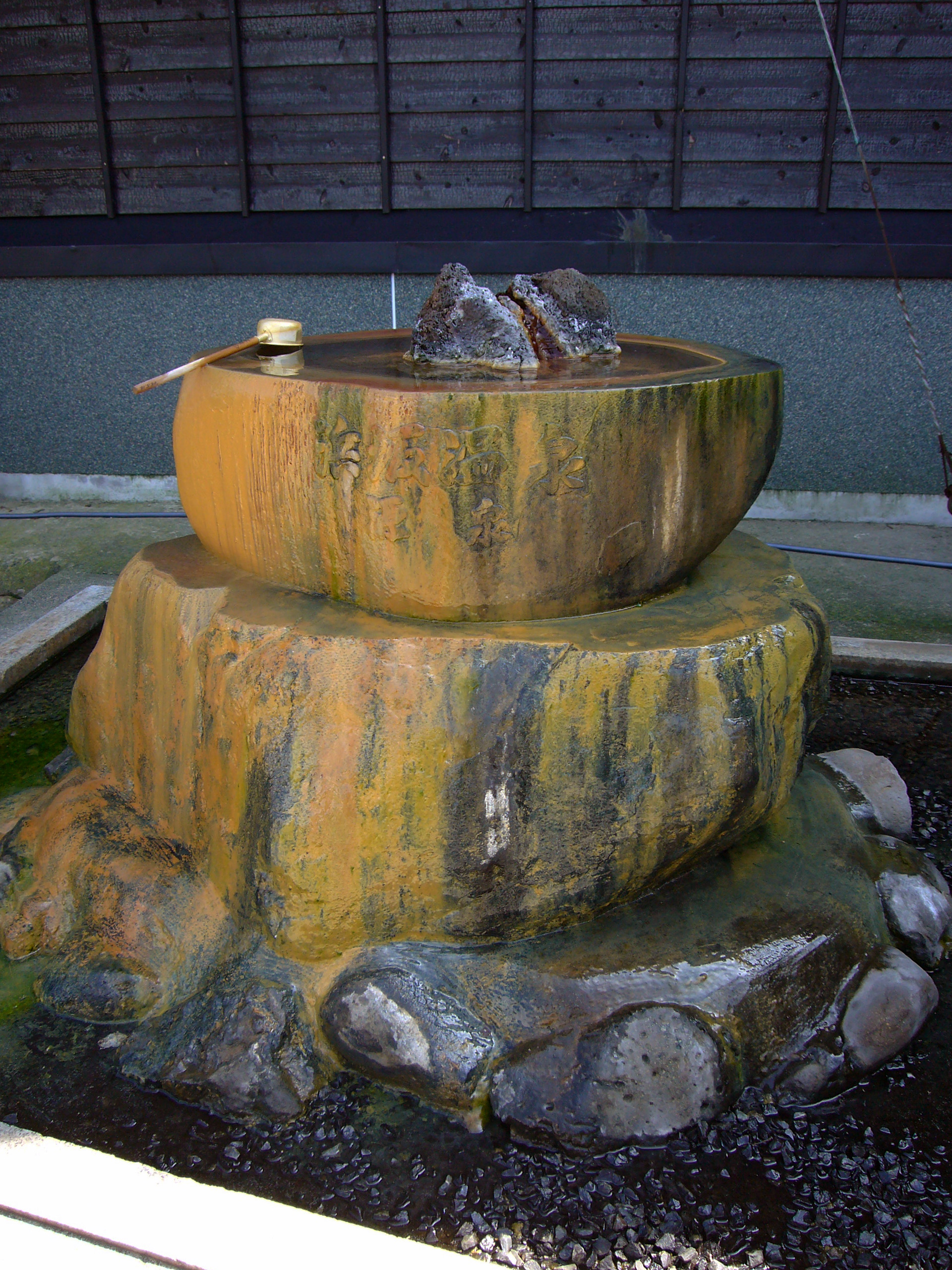
源泉飲湯場

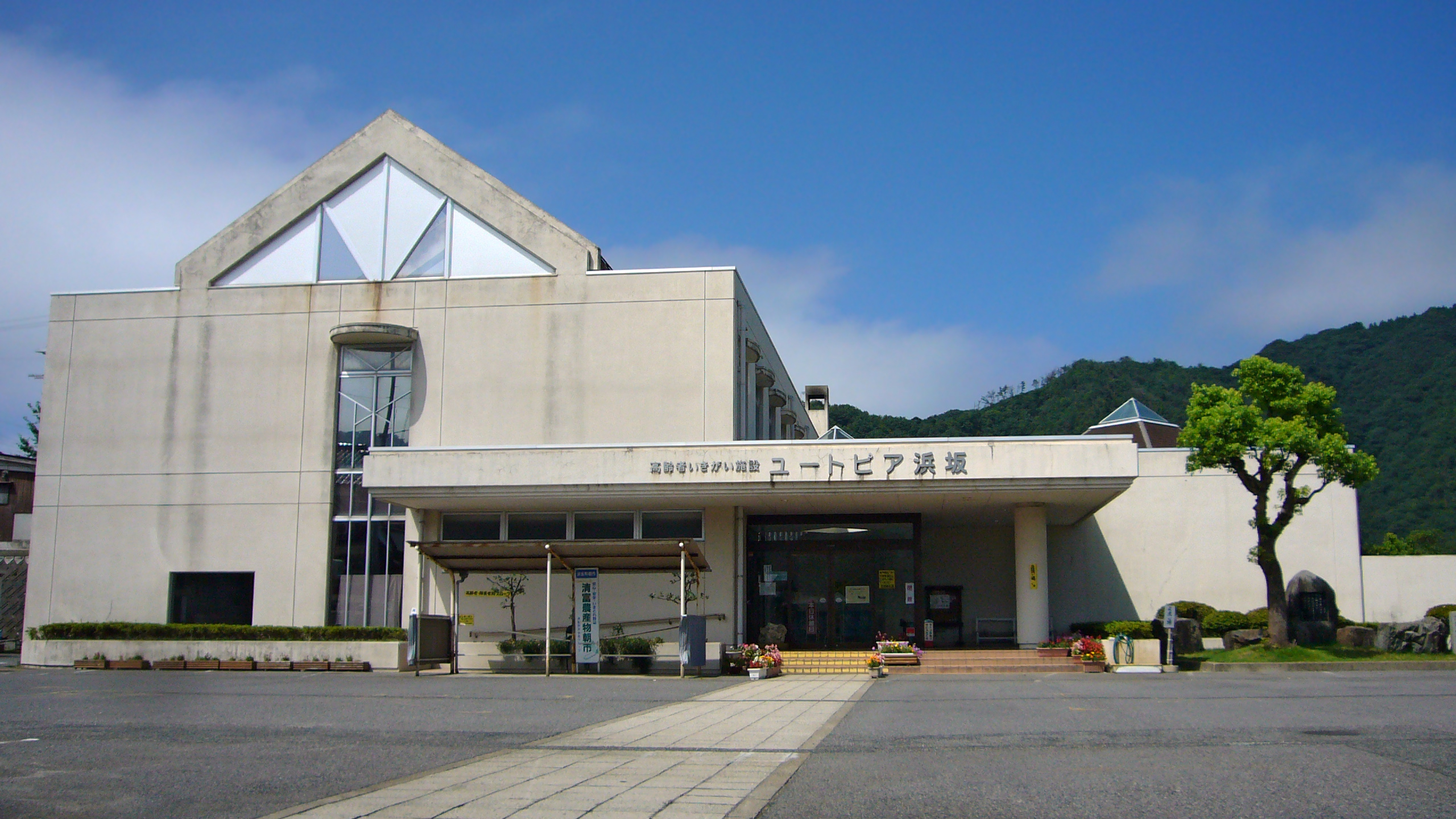
ユートピア浜坂

浜坂温泉（はまさかおんせん）は兵庫県美方郡新温泉町にある温泉。国民保養温泉地に指定される浜坂温泉郷を構成する温泉の一つ。

## 概要
名勝但馬御火浦の内陸に位置する温泉で、源泉は1978年3月に地下水源を得るためのボーリング工事中に偶然発見された。
1980年に浜坂町議会の「地域給湯」決定を経て、1981年に国の省エネルギーモデル事業の第1号として開湯した。
1982年6月1日には、浜坂町内の旅館、民宿、医療機関、保養施設、一般家庭など約800戸への温泉配湯工事が完了した。温泉配湯戸数は全国一である。
中心街で古い家並が残る味原川周辺は、浜坂味原川周辺地区歴史的景観形成地区として景観形成地区に指定されている。

## 温泉街の施設・名所
- ユートピア浜坂（外湯）
- 浜坂海岸レクリエーションセンター松の湯（外湯）
- 浜坂駅前の足湯 - 2008年4月オープン。瓦葺屋根付、桧製席、湯床玉砂利敷、無料、約9人同時利用可、10時から18時まで開放、毎週木曜休
- 浜坂先人記念館 以命亭
- 加藤文太郎記念図書館
- 浜坂海岸 - 沿岸部
- 浜坂県民サンビーチ - 沿岸部
- 但馬御火浦 - 沿岸部、浜坂港から遊覧船

## アクセス
- 鉄道:JR西日本山陰本線浜坂駅
- バス:大阪・神戸から全但バス夢千代号で「湯村温泉」下車、浜坂行バスに乗り換え「浜坂」下車
- 自家用車:北近畿豊岡自動車道八鹿氷ノ山インターチェンジより国道9号、兵庫県道47号浜坂井土線などを経由

## 周辺
- 浜坂温泉郷
  - 七釜温泉 - バス9分
  - 二日市温泉
- 湯村温泉 - バス25分
- 香住海岸 - 電車10〜25分